# Kunstmuseum Fukuoka

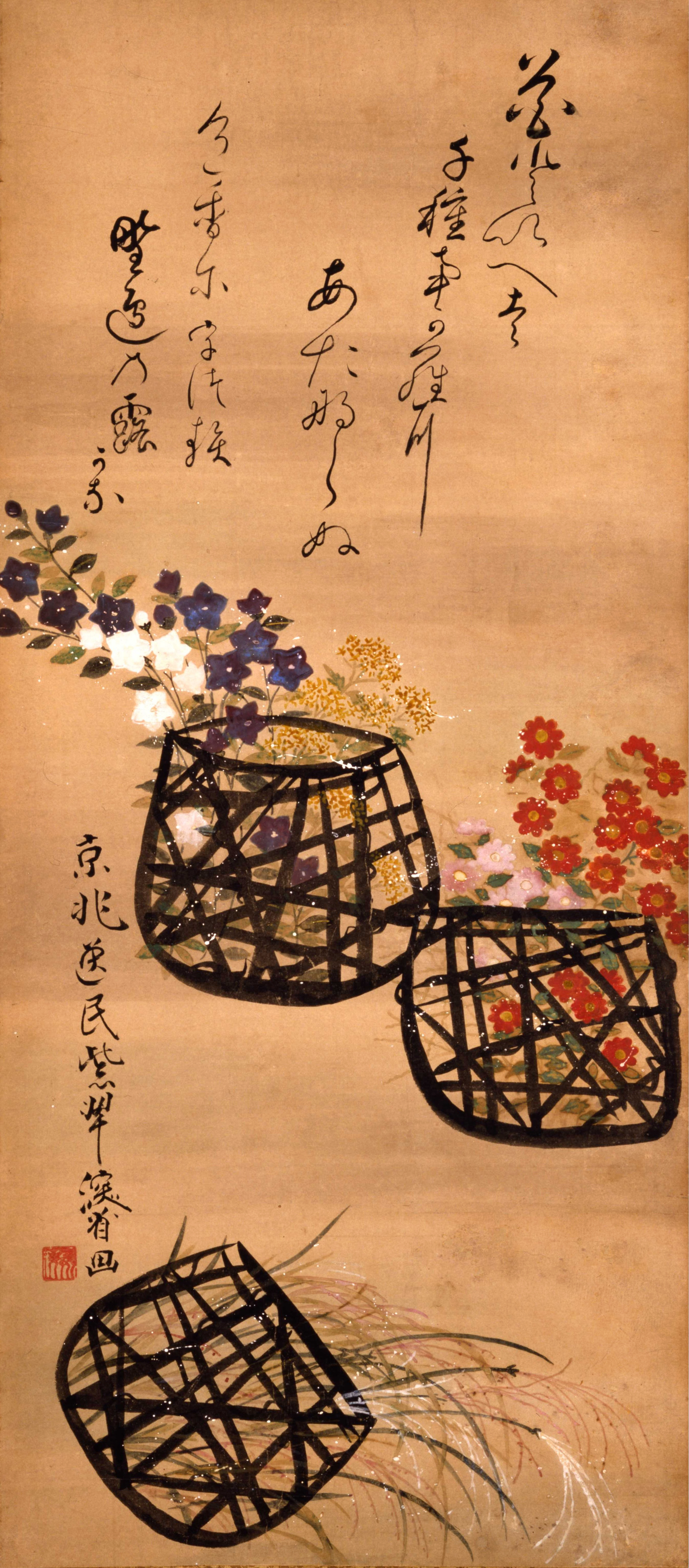
Ogata Kenzan: „Blumenkörbe“

Das Kunstmuseum Fukuoka (japanisch 福岡市美術館, Fukuoka-shi bijutsukan) wurde 1975 in der Stadt Fukuoka (Japan) eröffnet.

## Übersicht
Das Kunstmuseum Fukuoka wurde im November 1979 als städtisches Museum eröffnet. Angestrebt wurde eine systematische Sammlung moderner Kunst aus Westjapan. Neben Werken von Künstlern aus der Region wie Aoki Shigeru, Sakamoto Hanjirō, Kojima Zenzaburō und Tomita Keisen oder auch von Yayoi Kusama sind viele zeitgenössische internationale Künstler ab dem 20. Jahrhundert zu sehen, darunter Chagall, Miró, Dali, Warhol und Jean-Michel Basquiat zu sehen.
Außerdem besitzt das Museum etwa 500 Schätze der ehemaligen Fürsten-Familie Kuroda, darunter die wichtigen Kulturgüter „Taisei fūzoku-zu byōbu“ (泰西風俗図屏風) – „Stellschirm-Paar mit europäischen Landschaften“ und „Namibunsui Shirakura“ (波文螺鈿鞍) – „Holzsattel mit Perlmuttschmuck“, etwa 100 buddhistische Kunstwerke aus dem Tōkōin (東光院), darunter eine „Yakushi Nyorai-Statue“ (薬師如来像) und aus der „Matsunaga Memorial Hall“ (松永記念館) in Odawara 350 Gegenstände, darunter Ogata Kenzans „Blumenkörbe“ (花篭図, Hanabashizu) und Nonomura Ninseis „Farbdekorierte Teebehälter mit den Bergen von Yoshino“ und viele weitere Objekte der Teezeremonie, die nacheinander gestiftet wurden. Die Sammlung alter Kunst umfasst 2000 Artikel.
Die Gesamtzahl der Objekte der Sammlung beträgt etwa 10.000 Stücke. Darunter befinden sich  29 Objektgruppen (48 Gegenstände), die als „Wichtiges Kulturgut Japans“ klassifiziert sind.

## Bilder

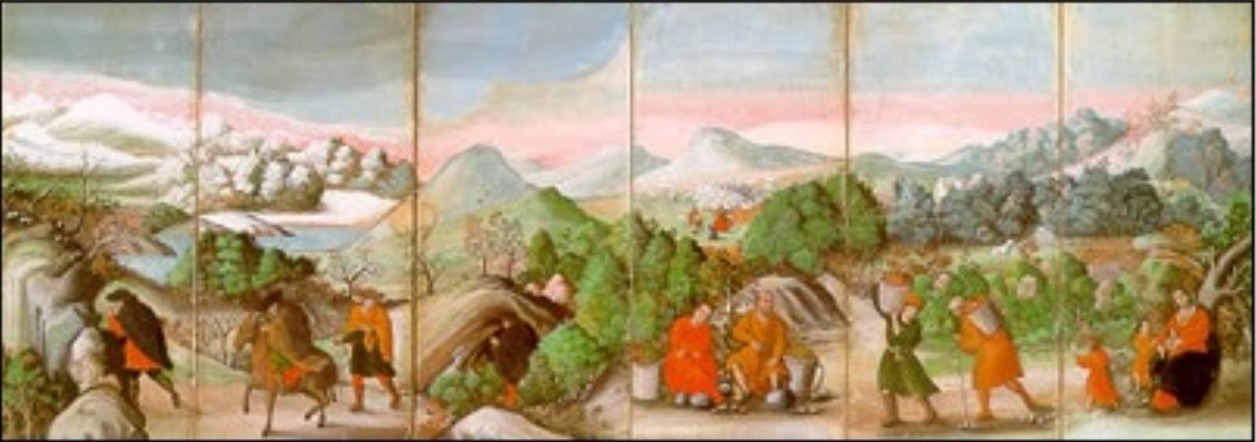
Stellschirm mit europäischer Landschaft links
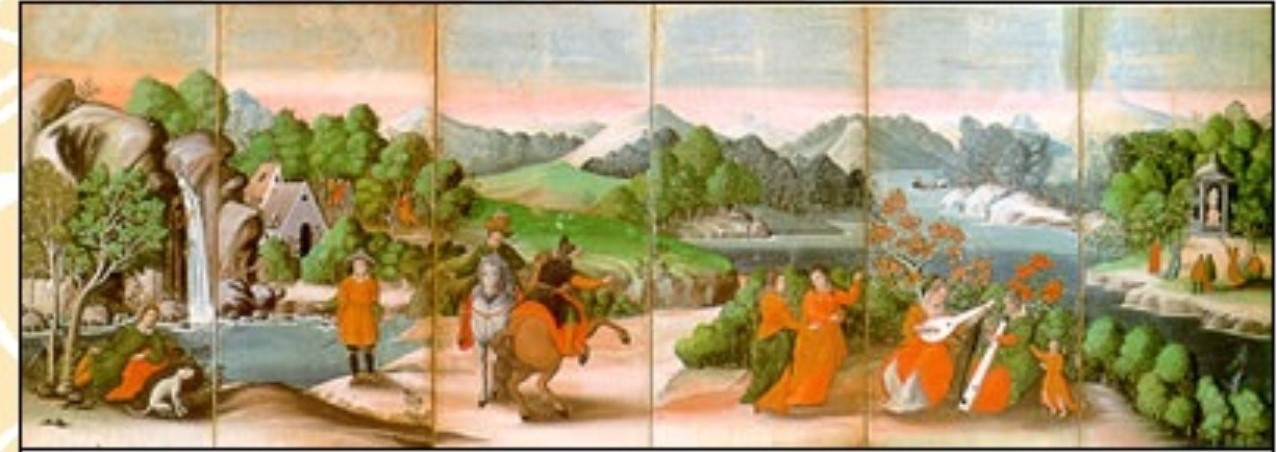
Stellschirm mit europäischer Landschaft rechts